# 鈴田滋人
鈴田 滋人（すずた しげと　1954年6月20日 - ）は日本の染織作家。重要無形文化財「木版摺更紗（もくはんずりさらさ）」の各個認定の保持者（いわゆる人間国宝）。公益社団法人日本工芸会常任理事。

## 略歴
佐賀県鹿島市出身。武蔵野美術大学日本画学科卒業。鍋島更紗の復元に取り組んだ父・鈴田照次の跡を継ぎ、1981年から木版と型紙を併用する「木版摺更紗」の研究を重ねた。その作品は、緻密かつ豊かな色構成で、独自の作風を確立している。工芸技術としての「木版摺更紗」は、2008年9月11日に国の重要無形文化財に指定され、同日付けで鈴田滋人がその保持者として各個認定された（いわゆる人間国宝）。
1982年、第29回日本伝統工芸展で初入選を果たす。1996年に第43回日本伝統工芸展日本工芸会奨励賞、1998年には第11回MOA岡田茂吉賞工芸部門優秀賞と、第45回日本伝統工芸展NHK会長賞（優秀賞）を受賞する。さらに、2003年には第23回伝統文化ポーラ賞優秀賞を受賞した。2024年、旭日小綬章受章。
鹿島市に工房を持ち、創作活動を行っている。